# Discografia de Wonder Girls
Esta é a discografia do girl group sul-coreano Wonder Girls.

## Álbuns

### Álbuns de estúdio
| The Wonder Years                                                                             | - Lançamento: 13 de setembro de 2007 - Gravadora: JYP Entertainment - Formato: CD, download digital | 1 | — | KOR:80.685+ |
| Wonder World                                                                                 | - Lançamento: 7 de novembro de 2011 - Gravadora: JYP Entertainment - Formato: CD, DL                | 1 | 5 | KOR: 71.382 |
| Reboot                                                                                       | - Lançamento: 3 de Agosto de 2015 - Gravadora: JYP Entertainment - Formato: CD, DL                  | 5 | 2 | KOR: 12.789 |
| "—" indica lançamentos que não figuraram nas paradas ou que não foram lançados nessa região. | |   |   |             |

### EPs
| The Wonder Years: Trilogy                                                                    | - Lançamento: 30 de setembro de 2008 - Gravadora: JYP Entertainment - Formato: CD, download digital | 1 | — | —  | KOR: 85.000+              |
| Wonder Party                                                                                 | - Lançamento: 3 de junho de 2012 - Gravadora: JYP Entertainment - Formato: CD, DL                   | 3 | 9 | —  | KOR: 27.201+ CHN: 20.000+ |
| Em japonês                                                                                   | |   |   |    |                           |
| Nobody For Everybody                                                                         | - Lançamento: 25 de julho de 2012 - Gravadora: DefStar Records - Formato: CD, DL                    | — | — | 14 | JPN: 10.731+              |
| "—" indica lançamentos que não figuraram nas paradas ou que não foram lançados nessa região. | |   |   |    |                           |

### Coletâneas
| Título                                   | Detalhes do álbum                                                                          |
| Em chinês                                | Em chinês                                                                                  |
| ---------------------------------------- | ------------------------------------------------------------------------------------------ |
| Wonder Girls (Edição Especial)           | - Lançamento: 10 de fevereiro de 2010 - Gravadora: JYP Entertainment - Formato: CD/DVD, DL |
| Em japonês                               |                                                                                            |
| Wonder Best Korea/U.S.A./Japan 2007-2012 | - Lançamento: 14 de novembro de 2012 - Gravadora: DefStar Records - Formato: CD/DVD, DL    |

## Singles
| Ano                                                                                          | Título                                | Melhores posições nas paradas | Melhores posições nas paradas | Melhores posições nas paradas | Vendas       | Álbum                     |            |
| Ano                                                                                          | Título                                | KOR                           | US                            | US Heat                       | Vendas       | Álbum                     |            |
| Em coreano                                                                                   | Em coreano                            | Em coreano                    | Em coreano                    | Em coreano                    | Em coreano   | Em coreano                | Em coreano |
| -------------------------------------------------------------------------------------------- | ------------------------------------- | ----------------------------- | ----------------------------- | ----------------------------- | ------------ | ------------------------- | ---------- |
| 2007                                                                                         | "Irony" (The Wonder Begins)           | 1                             | —                             | —                             | KOR: 25.500+ | The Wonder Years          |            |
| 2007                                                                                         | "It's Not Love"                       | —                             | —                             | —                             |              | The Wonder Years          |            |
| 2007                                                                                         | "Tell Me"                             | 1                             | —                             | —                             |              | The Wonder Years          |            |
| 2007                                                                                         | "Stupid"                              | 3                             | —                             | —                             |              | The Wonder Years          |            |
| 2008                                                                                         | "Take It"                             | —                             | —                             | —                             |              | The Wonder Years          |            |
| 2008                                                                                         | "Wishing On A Star"                   | —                             | —                             | —                             |              | The Wonder Years          |            |
| 2008                                                                                         | "So Hot"/ "This Time" (B-side)        | 1 —                           | —                             | —                             | KOR: 66,800+ | Single somente            |            |
| 2008                                                                                         | "Nobody"                              | 1                             | —                             | —                             |              | The Wonder Years: Trilogy |            |
| 2010                                                                                         | "2 Different Tears"                   | 1                             | —                             | —                             | KOR: 33.500+ | Single somente            |            |
| 2011                                                                                         | "Be My Baby"                          | 1                             | —                             | —                             |              | Wonder World              |            |
| 2012                                                                                         | "Like This"                           | 1                             | —                             | —                             |              | Wonder Party              |            |
| Em inglês                                                                                    |                                       |                               |                               |                               |              |                           |            |
| 2009                                                                                         | "Nobody"                              | —                             | 76                            | 4                             |              | Single somente            |            |
| 2010                                                                                         | "2 Different Tears"                   | —                             | —                             | 21                            |              | Single somente            |            |
| 2012                                                                                         | "The DJ is Mine" (feat. School Gyrls) | 9                             | —                             | —                             |              | Wonder Party              |            |
| 2012                                                                                         | "Like Money" (feat. Akon)             | 14                            | —                             | —                             |              | Wonder Best               |            |
| "—" indica lançamentos que não figuraram nas paradas ou que não foram lançados nessa região. |                                       |                               |                               |                               |              |                           |            |

### Singles promocionais
| Ano        | Título                                          |            |            |
| Em coreano | Em coreano                                      | Em coreano | Em coreano |
| ---------- | ----------------------------------------------- | ---------- | ---------- |
| 2007       | "Joyo Joyo"                                     |            |            |
| 2008       | "Army Song"                                     |            |            |
| 2008       | "Come Enjoy (Food Song)"                        |            |            |
| 2008       | "Anybody" (feat. Dynamic Duo, SAN E, J.Y. Park) |            |            |
| 2009       | "Now"                                           |            |            |
| Em inglês  |                                                 |            |            |
| 2011       | "K-Food Party"                                  |            |            |

## Vídeos musicais
| Ano  | Vídeo musical                | Duração |
| ---- | ---------------------------- | ------- |
| 2007 | "Irony"                      | 4:56    |
| 2007 | "It's Not Love"              | 4:13    |
| 2007 | "Tell Me"                    | 4:07    |
| 2007 | "Take It"                    | 3:44    |
| 2007 | "Stupid"                     | 3:58    |
| 2008 | "Wishing on a Star"          | 4:10    |
| 2008 | "So Hot"                     | 3:05    |
| 2008 | "This Time"                  | 5:06    |
| 2008 | "Nobody"                     | 6:15    |
| 2009 | "Now"                        | 4:09    |
| 2010 | "2 Different Tears"          | 4:42    |
| 2011 | "Be My Baby"                 | 3:32    |
| 2011 | "K-Food Party"               | 4:20    |
| 2012 | "The DJ is Mine"             | 4:09    |
| 2012 | "Like This"                  | 3:32    |
| 2012 | "Like Money"                 | 4:38    |
| 2012 | "Nobody" (versão em japonês) | 3:57    |